# Fonologie angličtiny
Fonologie angličtiny popisuje hlavní zásady výslovnosti v angličtině.
Vzhledem k velkému rozšíření angličtiny je pochopitelné, že se výslovnost tohoto jazyka v jednotlivých zemích (i v rámci jednoho státu) značně liší. Navíc neexistuje regulační instituce, která by určovala jednotná pravidla. Není proto možné podat ucelený přehled v rámci jednoho článku. Tento článek se zaměřuje na dva nejvíce rozšířené a používané standardy anglické výslovnosti – britský a americký.

## Standardy anglické výslovnosti
Za standard (tedy v podstatě „spisovnou“ výslovnost) se v anglicky mluvících zemích považuje výslovnost používaná především vzdělanými vrstvami společnosti, která má v dané zemi či regionu zvláštní prestiž. Nejvíce rozšířené standardy jsou britský a americký.
- Received Pronunciation (RP) je současné označení pro standard používaný především ve Velké Británii. Původně se jednalo o výslovnost používanou příslušníky vyšších vrstev společnosti v Londýně a okolí. Odtud pochází starší označení King’s nebo Queen’s English (královská angličtina). Později se tato výslovnost rozšířila a je považována za standardní ve školách a v médiích. Protože britská veřejnoprávní společnost BBC původně zaměstnávala pouze mluvčí s touto výslovností, používá se též někdy označení BBC English.

- General American (GA) je standard, který používá většina vzdělaných mluvčích v USA a je prostý výrazných regionálních prvků.

### Hlavní rozdíly mezi britskou a americkou výslovností
Hlavní rozdíly mezi Received Pronunciation a General American jsou následující:
- RP je nerhotická, tj. vyslovuje se /r/ pouze před samohláskami. GA je rhotická, /r/ se vyslovuje ve všech pozicích. (Viz Anglické /r/.)
- Intervokalické /t/ (v pozici mezi samohláskami) se v GA vyslovuje zněle. Připomíná znělé /d/, spíše však jde o jednokmitové [ɾ]: city [ˈsɪɾɪ] (město).
- Zadní /ɑː/ je v GA často nahrazeno předním /æ/: chance [ˈt͡ʃæns] (naděje, šance).
- V GA není /ɒ/, obvykle je nahrazeno /ɑː/, méně často /ɔː/. (Viz Samohlásky.)

## Souhlásky
Angličtina má celkem 24 souhláskových fonémů, které jsou pro britský i americký standard společné. Výslovnost některých z nich se však liší.
|                       | Bilabiály | Labiodentály | Dentály | Alveoláry | Postalveoláry | Palatály | Veláry | Glotály |
| Nazály                | m         |              |         | n         |               |          | ŋ      |         |
| Plozivy               | p b       |              |         | t d       |               |          | k g    |         |
| Afrikáty              |           |              |         |           | t͡ʃ d͡ʒ         |          |        |         |
| Frikativy             |           | f v          | θ ð     | s z       | ʃ ʒ           |          |        | h       |
| Aproximanty           |           |              |         | r         |               | j        | w      |         |
| Laterální aproximanty |           |              |         | l         |               |          |        |         |

### Anglické /r/
Ačkoliv se v literatuře tradičně pro tento foném používá znak označující v IPA alveolární vibrantu (tedy výslovnost, která je standardní v češtině), tato výslovnost je pro většinu rodilých mluvčích angličtiny neobvyklá. Výslovnost /r/ se může regionálně lišit, nejběžnější způsob výslovnosti je aproximanta. To znamená, že jazyk nekmitá, ale pouze se přiblíží k tvrdému patru.
Souhláska /r/ představuje patrně nejvýraznější rozdíl mezi britskou a americkou výslovností. Rozdílný je jednak způsob tvoření:
- v RP se vyslovuje jako alveolární aproximanta [ɹ], tj. špička jazyka se přibližuje k hornímu dásňovému oblouku;
- v GA se vyslovuje jako retroflexní aproximanta [ɻ], tj. jazyk je mírně prohnutý dozadu a jeho špička míří vzhůru k tvrdému patru.

Liší se také pozice, kde se /r/ vyslovuje. Z tohoto hlediska se anglické dialekty rozdělují na rhotické a nerhotické. Ve rhotických nářečích se vyslovuje všude, kde se píše <r>. V nerhotických nářečích se psané <r> vyslovuje pouze před samohláskami. Po samohlásce se nevyslovuje (nenásleduje-li další samohláska). Standard RP je nerhotický, zatímco GA je rhotický. Zatímco v britské angličtině se slova father (otec) a farther (dále) vyslovují shodně [ˈfɑːðə], v americké angličtině je výslovnost odlišná: [ˈfɑːðə] a [ˈfɑːɻðə]. Rhotická výslovnost je i důvodem, proč se v americké angličtině nevyskytují britské dvojhlásky /ɪə̯, eə̯,ʊə̯/. Na místě redukovaného vokálu /ə/ se totiž vyslovuje [ɻ], např. near (blízko) se v RP vysloví [nɪə̯], zatímco v GA [nɪɻ].
Rhotická výslovnost je v angličtině původní. Americký standard vychází z výslovnosti britských kolonistů, kteří v minulosti osídlili USA. V 18. století však členové vyšších vrstev v Británii začali takovou výslovnost považovat za vulgární a přestali /r/ po samohláskách vyslovovat. Taková výslovnost byla považována za prestižní a postupně se rozšířila i mezi příslušníky nižších vrstev ve většině oblastí Británie.

### Neznělé plozivy /p, t, k/
Neznělé plozivní souhlásky /p, t, k/ se ve většině pozic vyslovují s přídechem (postaspirací), tedy [pʰ, tʰ, kʰ]. Tím se zvětšuje slyšitelný rozdíl od znělých protějšků /b, d, g/, které se vždy vyslovují bez aspirace.
Aspirace je nejsilnější před přízvučnou samohláskou. Ve skupinách /sp, st, sp/ a na konci slov se naopak vyslovují bez aspirace.

### Dentální frikativy /θ, ð/
Dentální frikativy /θ/ a /ð/ jsou původní germánské souhlásky, které se však zachovaly pouze v angličtině a islandštině. V ostatních germánských jazycích byly nahrazeny jinými souhláskami, nejčastěji alveolárními plozivami /t/ a /d/.
Vyslovují se se špičkou jazyka v blízkosti zadní plochy horních řezáků (předních zubů). Zvukově připomínají vadnou výslovnost sykavek v češtině (tzv. „šlapání na jazyk“).
Obě souhlásky tvoří znělostní pár a v písmu se označují spřežkou <th>. Pravidla distribuce znělé a neznělé výslovnosti tohoto <th> lze zjednodušeně shrnout takto:
- Na začátku slov je znělé /ð/ v gramatických slovech (předložky, spojky, zájmena, determinátory): the (určitý člen), this (tento), they (oni), then (pak), though (ačkoliv). V ostatních slovech bývá neznělé /θ/: think (myslet), thick (tlustý).
- Uprostřed slova se vyslovuje /ð/ ve slovech germánského původu: father (otec), mother (matka), brother (bratr). Ve slovech jiného, nejčastěji řeckého původu se vyslovuje /θ/: method (metoda), author (autor).
- Na konci slova převládá /ð/ nad /θ/. Znělá výslovnost je u slov zakončených v písmu němým -e a v některých dalších slovech, např. clothe (obléci), bathe (koupat), with (s).

### Výslovnost ostatních souhlásek
Velární nazála /ŋ/ je v angličtině samostatný foném, na rozdíl od češtiny, kde je variantou (alofonem) výslovnosti alveolárního /n/ před velárními plozivami /k, g/. Výskyt /ŋ/ v angličtině není vázán na tyto dvě souhlásky, např. ring [rɪŋ] (zvonit). Je potřeba rozlišovat výslovnost slov jako např. sin [sin] (hřích, hřešit), sing [siŋ] (zpívat) a sink [siŋk] (výlevka, dřez, potopit se, klesnout).
Vyskytuje se pouze v kodě slabiky, tedy vždy po samohlásce. Nemůže stát na začátku slova.
Glotální frikativa /h/ je neznělá. Vyskytuje se pouze na začátku kořenů slov, tj. může stát na začátku slova nebo po předponě, nikoliv však na konci slova.
Labiovelární aproximanta /w/ je v angličtině četnější než labiodentální frikativa /v/. Existují však minimální páry slov, kde tyto dvě souhlásky rozlišují význam: wheel [wiːl] (kolo) vs. veal [viːl] (telecí).
Alveolární laterální aproximanta /l/ má dvě poziční varianty výslovnosti (alofony). Tzv. „čisté“ nebo „jasné l“ (stejné jako v češtině) se vyslovuje před samohláskami. Před souhláskami a na konci slov se vyslovuje tzv. „temné l“, velarizované [ɫ], artikulované se hřbetem jazyka přiblíženým k měkkému patru.

### Výslovnost souhlásek na konci slov
Znělé párové souhlásky /b, d, g, d͡ʒ, v, ð, z, ʒ/ neztrácejí na konci slov znělost, jak se pravidelně děje v češtině. Například head (hlava) se vysloví [hed], nikoliv [het]. Sluchový dojem je navíc podpořen tím, že předcházející samohláska se před znělou souhláskou vyslovuje delší než před neznělou souhláskou (nejen na konci slov). Zároveň platí, že neznělá souhláska se vyslovuje delší než znělá.

### Slabikotvorné souhlásky
Projevem redukované výslovnosti nepřízvučných slabik (viz Přízvuk) jsou slabikotvorné souhlásky /l, n, m/, např. paddle [ˈpædl̩] (pádlo), student [ˈstjuːdn̩t], rhythm [ˈrɪðm̩] (rytmus). Alternativně se tato výslovnost, zejména ve fonemické transkripci, zapisuje s redukovanou samohláskou /ə/: /ˈpædəl/, /ˈstjuːdənt/, /ˈrɪðəm/.
V GA (a rhotických nářečích) je též slabikotvorné /r/, a to všude tam, kde se v RP nevyslovuje psané <r> po nepřízvučném /ə/: Peter [ˈpiːtɻ̩] (GA) vs. [ˈpiːtə] (RP). V přepisech se často používá spojení /ər/ nebo /ɚ/ (tzv. r-colored schwa, temná hláska šva se zabarvením do r). Obdobně se vyslovuje v přízvučných slabikách dlouhé slabikotvorné [ɻ̩ː] na místě, kde je v RP dlouhé /ɜː/ (viz též Samohlásky). Častý je přepis jako /ɜːr/ nebo /ɝ/ (r-colored).

## Samohlásky
Inventář samohlásek se v britské a americké angličtině liší. Americká angličtina nemá foném /ɒ/, který obvykle nahrazuje samohláskou /ɑː/ nebo méně často /ɔː/. Samohlásce /ɑː/ v americké angličtině často odpovídá æ. (Viz příklady ve srovnávacích tabulkách níže.)
|            | Přední                  | Přední                  | Střední                 | Střední                 | Zadní                   | Zadní                   |
| dlouhá     | krátká                  | dlouhá                  | krátká                  | dlouhá                  | krátká                  |                         |
| ---------- | ----------------------- | ----------------------- | ----------------------- | ----------------------- | ----------------------- | ----------------------- |
| Zavřená    | iː                      | ɪ                       |                         |                         | uː                      | ʊ                       |
| Středová   |                         | e                       | ɜː                      | ə                       | ɔː                      | ʌ                       |
| Otevřená   |                         | æ                       |                         |                         | ɑː                      | ɒ                       |
| Dvojhlásky | eɪ̯ aɪ̯ ɔɪ̯ aʊ̯ əʊ̯ ɪə̯ eə̯ ʊə̯ | eɪ̯ aɪ̯ ɔɪ̯ aʊ̯ əʊ̯ ɪə̯ eə̯ ʊə̯ | eɪ̯ aɪ̯ ɔɪ̯ aʊ̯ əʊ̯ ɪə̯ eə̯ ʊə̯ | eɪ̯ aɪ̯ ɔɪ̯ aʊ̯ əʊ̯ ɪə̯ eə̯ ʊə̯ | eɪ̯ aɪ̯ ɔɪ̯ aʊ̯ əʊ̯ ɪə̯ eə̯ ʊə̯ | eɪ̯ aɪ̯ ɔɪ̯ aʊ̯ əʊ̯ ɪə̯ eə̯ ʊə̯ |
| Trojhlásky | eɪ̯ə aɪ̯ə ɔɪ̯ə aʊ̯ə əʊ̯ə     | eɪ̯ə aɪ̯ə ɔɪ̯ə aʊ̯ə əʊ̯ə     | eɪ̯ə aɪ̯ə ɔɪ̯ə aʊ̯ə əʊ̯ə     | eɪ̯ə aɪ̯ə ɔɪ̯ə aʊ̯ə əʊ̯ə     | eɪ̯ə aɪ̯ə ɔɪ̯ə aʊ̯ə əʊ̯ə     | eɪ̯ə aɪ̯ə ɔɪ̯ə aʊ̯ə əʊ̯ə     |

|            | Přední                   | Přední                   | Střední                  | Střední                  | Zadní                    | Zadní                    |
| dlouhá     | krátká                   | dlouhá                   | krátká                   | dlouhá                   | krátká                   |                          |
| ---------- | ------------------------ | ------------------------ | ------------------------ | ------------------------ | ------------------------ | ------------------------ |
| Zavřená    | iː                       | ɪ                        |                          |                          | uː                       | ʊ                        |
| Středová   |                          | ɛ                        | (ɜː)                     | ə                        | ɔː                       | ʌ                        |
| Otevřená   |                          | æ                        |                          |                          | ɑː                       |                          |
| Dvojhlásky | ei̯ aɪ̯ ɔɪ̯ aʊ̯ oʊ̯ (ɪə̯) (eə̯) | ei̯ aɪ̯ ɔɪ̯ aʊ̯ oʊ̯ (ɪə̯) (eə̯) | ei̯ aɪ̯ ɔɪ̯ aʊ̯ oʊ̯ (ɪə̯) (eə̯) | ei̯ aɪ̯ ɔɪ̯ aʊ̯ oʊ̯ (ɪə̯) (eə̯) | ei̯ aɪ̯ ɔɪ̯ aʊ̯ oʊ̯ (ɪə̯) (eə̯) | ei̯ aɪ̯ ɔɪ̯ aʊ̯ oʊ̯ (ɪə̯) (eə̯) |

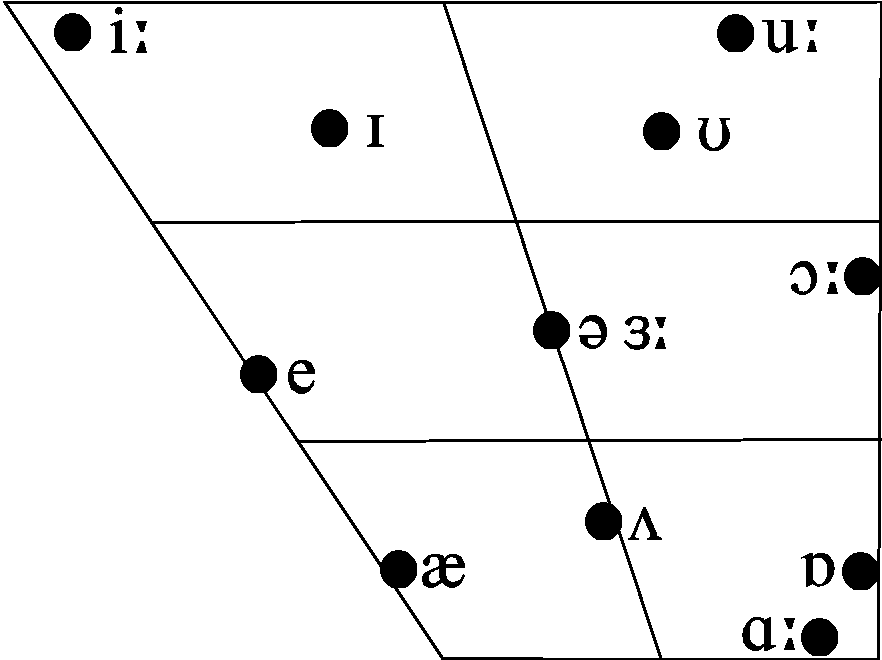
Výslovnost samohlásek v RP dle IPA

Následující tabulky uvádějí srovnání samohláskových fonémů v britské a americké angličtině (RP levý sloupec, GA pravý sloupec):
| trap    | æ  | æ  |
| bath    | ɑː | æ  |
| palm    | ɑː | ɑː |
| lot     | ɒ  | ɑː |
| cloth   | ɒ  | ɔː |
| thought | ɔː | ɔː |

| kit    | ɪ  | ɪ  |
| fleece | iː | iː |
| dress  | e  | ɛ  |
| strut  | ʌ  | ʌ  |
| foot   | ʊ  | ʊ  |
| goose  | uː | uː |

| face   | eɪ̯ | eɪ̯  |
| price  | aɪ̯ | aɪ̯  |
| choice | ɔɪ̯ | ɔɪ̯  |
| goat   | əʊ̯ | oʊ̯  |
| mouth  | aʊ̯ | aʊ̯  |
| nurse  | ɜː | ɜːr |

| start  | ɑː | ɑːr      |
| north  | ɔː | ɔːr      |
| force  | ɔː | ɔːr, oʊr |
| near   | ɪə̯ | ɪr       |
| square | eə̯ | ɛr       |
| cure   | ʊə̯ | ʊr       |

| comma  | ə | ə  |
| letter | ə | ər |
| happy  | i | i  |

/iː/ se vyslovuje vyšším tónem než české /í/. Rty jsou velmi napjaté.
/ɪ/ se kvalitativně liší od dlouhého /iː/. Vyslovuje se více vzadu a hlubším tónem. Rozdíl je mnohem výraznější než mezi českým /i/ a /í/.
/uː/ a /ʊ/ se vyslovují více vpředu než české /ú/ a /u/. Podobně jako u předchozí dvojice je slyšitelný rozdíl v kvalitě dlouhého /uː/ a krátkého /ʊ/ dosti výrazný.
/e/ v RP je otevřenější, než jak je popsáno ve standardu IPA. Neliší se příliš od amerického /ɛ/ (vyslovuje se přibližně stejně jako české /e/).
/ɔː/ je mírně zadnější než české /ó/.
/ɒ/ je více otevřené než české /o/, přibližně jako /a/, je však zadní a vyslovuje se se zaokrouhlenými rty.
/ɑː/ je na rozdíl od českého /á/ zadní. Na rozdíl od /ɒ/ se vyslovuje s nezaokrouhlenými rty.
/ʌ/ se oproti standardu IPA vyslovuje více vpředu, jako středové, podobně jako české /a/, ale mírně méně otevřené.
/æ/ je otevřená přední samohláska – více otevřená než české /e/, blíží se českému /a/. V RP je výslovnost otevřenější než v GA.
/ə/ je neutrální redukovaná samohláska, která se vyskytuje pouze v nepřízvučných slabikách. V češtině nemá obdobu.
/ɜː/ má podobnou artikulaci jako /ə/, je však mírně otevřenější. V GA se vyslovuje spolu s /r/ (bird [bɜːd] v RP vs. [bɜːɻd] v GA). Z fonetického hlediska jde o dlouhé slabikotvorné [ɻ̩ː].

### Nefonemické /i/ a /u/
V nepřízvučných slabikách se vyskytují /i/ a /u/, jejichž kvalita i kvantita vlivem redukované výslovnosti a okolí kolísá mezi /ɪ/ a /iː/, resp. /ʊ/ a /uː/. Nelze jednoznačně určit, o kterou ze samohlásek se jedná, tedy ke kterému z fonémů je přiřadit, a proto se označují jako nefonemické. Fonemický přepis jako /i/ a /u/ nevystihuje přesně jejich výslovnost, ale naznačuje tuto nejednoznačnost.
Nefonemické /i/ se vyskytuje:
- na konci slova: happy /ˈhæpi/ (šťastný), valley /ˈvæli/ (údolí);
- před příponou začínající samohláskou: happier /ˈhæpiə(r)/ (šťastnější), easiest /ˈiːziɪst/ (nejsnadnější);
- v nepřízvučných předponách: react /riˈækt/ (reagovat), deactivate /diˈæktɪˌveɪ̯t/ (zneškodnit);
- ve dvojslabičných příponách: appreciate /əˈpriʃɪˌeɪ̯t/ (oceňovat), hilarious /hɪˈleə̯riəs/ (legrační);
- při redukované výslovnosti některých slov (před samohláskou, jsou-li nepřízvučná): he (on), she (ona), we (my), me (mi, mě), be (být), the (určitý člen zpravidla před slovem začínajícím samohláskou).

Nefonemické /u/ se vyskytuje:
- před samohláskou uprostřed slova: influenza /ˌɪnfluˈenzə/ (chřipka), evacuation /ɪˌvækjuˈeɪ̯ʃn̩/ (vyprázdnění);
- při redukované výslovnosti některých slov (jsou-li nepřízvučná a nestojí před samohláskou): you (ty, vy), to (k), into (do), through (skrz), who (kdo).

### Dvojhlásky

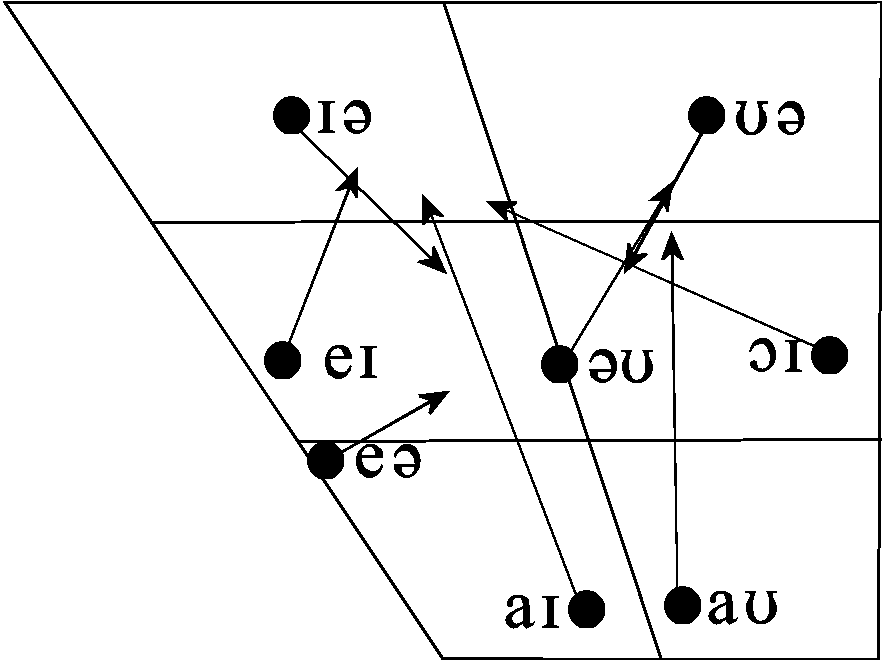
Výslovnost dvojhlásek v RP dle IPA

Anglické dvojhlásky (diftongy) jsou vesměs klesavé, tj. první člen je plně vyslovená samohláska, která plynule přechází v neslabičný druhý člen. Výčet dvojhlásek se liší mezi britskou a americkou angličtinou, resp. mezi rhotickými a nerhotickými nářečími.
Pro RP i GA jsou společné dvojhlásky, jejich druhý člen je neslabičné /ɪ̯/ nebo /ʊ̯/:
- /eɪ̯/, /aɪ̯/, /ɔɪ̯/
- /aʊ̯/, /əʊ̯/ (RP), resp. /oʊ̯/ (GA)

V RP a nerhotických nářečích se vyskytují dvojhlásky, jejich druhým členem je redukované /ə̯/, vyslovované na místě psaného <r> (které se v GA vyslovuje):
- /ɪə̯/, /eə̯/, /ʊə̯/

Příklady: hear [hɪə̯] (slyšet), bear [beə̯] (medvěd), sure [ʃʊə̯] (jistý) – v GA: [hɪɻ], [beɻ], [ʃʊɻ].
Moderní britská výslovnost často nahrazuje dvojhlásku /ʊə̯/ dlouhým /ɔː/: sure [ʃɔː].

### Trojhlásky
Trojhlásky se vyskytují v britské angličtině a nerhotických nářečích. Jde totiž o dvojslabičná spojení dvojhlásek /eɪ̯/, /aɪ̯/, /ɔɪ̯/, /aʊ̯/, əʊ̯ s redukovaným slabičným /ə/, a to opět na místě psaného <r>: fire [faɪ̯ə] (oheň).

### Délka samohlásek
Angličtina rozlišuje krátké a dlouhé samohlásky, délka (kvantita) však není považována za fonologický rozlišovací (distinktivní) rys jako v češtině. Tím je témbr, tedy tónová kvalita dané hlásky. Systém krátkých a dlouhých samohlásek jednak není zcela souměrný – ne každá krátká samohláska má svůj dlouhý protějšek. Kromě toho ve dvojicích krátká–dlouhá jsou poměrně velké kvalitativní rozdíly ve výslovnosti jednotlivých členů (viz výše). Dlouhá samohláska v angličtině nevzniká pouhým prodloužením samohlásky krátké. Délka je tedy především fonetickou charakteristikou, která napomáhá odlišení jednotlivých samohlásek.
Charakteristickým rysem anglických samohlásek (krátkých i dlouhých) je jejich fonetické krácení před neznělými samohláskami. V této pozici se stávají velmi krátkými a polodlouhými. Před znělými souhláskami jsou naopak samohlásky mírně prodloužené. To napomáhá správnému vnímání znělosti souhlásek zejména na konci slov. Příklady:
- krátká: had [hæd] (měl) – velmi krátká: hat [hæ˘t] (klobouk)
- dlouhá: seed [siːd] (semeno) – polodlouhá: seat [siˑt] (sedadlo)

Rozdíl mezi kvantitou krátké samohlásky před znělou souhláskou a polodlouhé samohlásky před neznělou souhláskou se v běžné výslovnosti stírá. Rozdíl v kvalitě však zůstává, jako například ve dvojici bid [bɪd] (snaha, pokus) a beat [biˑt] (úder).
Stejné pravidlo se uplatňuje také u dvojhlásek.
Dlouhé samohlásky se vyskytují pouze v přízvučných slabikách.

### Zaokrouhlenost
Zaokrouhlenost / nezaokrouhlenost samohlásek není v angličtině (stejně jako v češtině) rozlišujícím fonologickým rysem – na rozdíl o některých jiných germánských jazyků (např. němčina, švédština), v nichž existují přední zaokrouhlené samohlásky. Na fonetické úrovni pomáhá zaokrouhlenost snížit tón a rozlišit zadní samohlásky od předních. Se zaokrouhlenými rty se vyslovují zadní samohlásky /uː/, /ʊ/, /ɔː/ a /ɒ/. Ostatní jsou nezaokrouhlené.

## Přízvuk
Přízvuk je výrazným prvkem anglické výslovnosti. Je zpravidla výraznější než v češtině. Zásadně ovlivňuje výslovnost slabik a jejich samohlásek. Samohlásky se plně vyslovují pouze v přízvučných slabikách. Nepřízvučné slabiky jsou redukované a krátké. Nejčastěji se v jejich jádře vyskytuje redukovaná samohláska /ə/ nebo /ɪ/, méně často dvojhláska /əʊ̯///oʊ̯/ a nefonemické /i/ a /u/.

### Poloha přízvuku
Přízvuk v angličtině není pevně vázán na konkrétní slabiku slova. Může se vyskytovat na kterékoliv slabice. Je tedy relativně volný. V původních germánských slovech je hlavní přízvuk na první slabice kmene. Má-li slovo nepřízvučnou jednoslabičnou předponu (např. for-), bude přízvuk na druhé slabice. Ve slovech přejatých z jiných jazyků mívá přízvuk různé umístění.
Poloha přízvuku v některých případech rozlišuje význam dvojic slov (lexikální přízvuk), která se shodně píší. Jde o dvojice, u nichž se mění slovní druh tzv. konverzí. Podstatná a přídavná jména mají v těchto dvojicích hlavní přízvuk na první slabice, zatímco sloveso má hlavní přízvuk na slabice druhé:
- conduct [ˈkɒndʌkt] (provádění, vedení) – conduct [kənˈdʌkt] (provádět, vést).

Při posunu přízvuku se mění kvalita i kvantita samohlásek (nepřízvučné jsou redukované).
Není neobvyklé, že při odvozování slov se posouvá hlavní přízvuk, například při připojení přízvučné přípony:
- Japan [d͡ʒəˈpæn] (Japonsko) – Japanese [ˌd͡ʒæpəˈniːz] (japonský)

### Hlavní a vedlejší přízvuk
Trojslabičná a víceslabičná slova mívají dva nebo více přízvuků, které se liší svojí intenzitou. Nejsilnější, hlavní přízvuk se označuje jako primární. V přepisech výslovnosti obvykle horní kolmičkou [ˈ]. Slabší, vedlejší přízvuk je sekundární a označuje se dolní kolmičkou [ˌ] – viz např. výše uvedené slovo Japanese. Existuje ještě terciární přízvuk, který je oproti primárnímu i sekundárnímu přízvuku relativně slabší. Ve slovnících se většinou neoznačuje, ale pozná se podle toho, že taková slabika obsahuje neredukovanou samohlásku – viz například druhou slabiku výše uvedeného slova conduct ve významu podstatného jména: [ˈkɒndʌkt].

### Gradovaná výslovnost
Mnohá krátká slova, často gramatická, jako například předložky, zájmena, členy či pomocná a způsobová slovesa, bývají obvykle nepřízvučná a vyslovují se redukovaně. V určitých pozicích a významech však na nich je důraz a nesou přízvuk. V takovém případě je jejich samohláska vyslovována plně, neredukovaně. Příklady:
- Předložka for (pro): redukovaně for you [fə ˈjuː] (pro tebe) – neredukovaně, přízvučně What are you looking for? [ˈfɔː] (Co hledáš?).
- Způsobové sloveso can (moci): běžně [kən] – důrazně [ˈkæn].

Někdy může mít gradovaná výslovnost různý stupeň redukce, která nemusí postihovat pouze samohlásky, např. must [məs] – [məst] – [ˈmʌst] (muset). Stupeň redukce mnohdy závisí na hláskovém okolí.